# Riogordo
Riogordo – gmina w Hiszpanii, w prowincji Malaga, w Andaluzji, o powierzchni 39,98 km². W 2011 roku gmina liczyła 3107 mieszkańców.